# Lepidagathis cyanea
Lepidagathis cyanea är en akantusväxtart som först beskrevs av Emery Clarence Leonard, och fick sitt nu gällande namn av Kameyama. Lepidagathis cyanea ingår i släktet Lepidagathis och familjen akantusväxter. Inga underarter finns listade i Catalogue of Life.